# Alfred Blalock

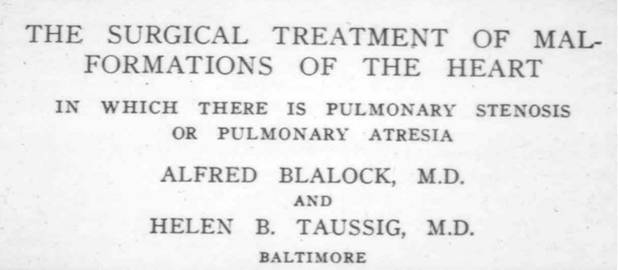

Alfred Blalock (Culloden, 5 d'abril de 1899 - 15 de setembre de 1964) va ser un cirurgià estatunidenc, conegut principalment per la seva recerca sobre la condició mèdica del xoc, així com de la tetralogia de Fallot, coneguda comunament com el síndrome del nadó blau. Va desenvolupar la desviació de Blalock-Thomas-Taussig, un procediment de cirurgia que va idear juntament amb el tècnic cirurgià Vivien Thomas i la cardiòloga pediàtrica Helen Taussig per retirar la cianosi de la tetralogia de Fallot. Aquesta operació va obrir l'etapa moderna de la cirurgia cardíaca. Blalock va treballar tant a la Universitat Vanderbilt com a la Universitat Johns Hopkins, on va estudiar i va treballar com a cap de cirurgia. És reconegut com un pioner en el camp de la medicina i va aconseguir diversos premis, entre els quals destaca el Premi Albert Lasker per Investigació Mèdica Clínica. Blalock també va estar nominat diverses vegades per endur-se el prestigiós Premi Nobel de Medicina.